# Кастелтривелино (Мантова)
Кастелтривелино је насеље у Италији у округу Мантова, региону Ломбардија.
Према процени из 2011. у насељу је живело 21 становника. Насеље се налази на надморској висини од 6 м.